# Tom Green County
Tom Green County är ett administrativt område i delstaten Texas, USA, med 110 224 invånare (2010). Den administrativa huvudorten (county seat) är San Angelo. 

## Geografi
Enligt United States Census Bureau har countyt en total area på 3 991 km². 3 942 av den arean är land och 47 km² är vatten.  

### Angränsande countyn
- Coke County - norr
- Runnels County - nordost
- Concho County - öster
- Schleicher County - söder
- Irion County - väster
- Reagan County - väster
- Sterling County - nordväst